# Fremd Fischen (Film)
Fremd Fischen (Originaltitel: Something Borrowed) ist eine romantische Komödie aus dem Jahr 2011 von Regisseur Luke Greenfield mit Ginnifer Goodwin, Kate Hudson und Colin Egglesfield in den Hauptrollen.

## Handlung
Rachel White ist alleinstehend und arbeitet als Anwältin in einer New Yorker Anwaltskanzlei. Als sie an ihrem dreißigsten Geburtstag zu viel getrunken hat, geht sie mit Dex, dem Verlobten ihrer besten Freundin Darcy, in ein Lokal für einen letzten Drink. Dort eröffnet Rachel ihm, dass sie sich während des Studiums in ihn verliebt habe. Danach nehmen sie sich gemeinsam ein Taxi und wachen am nächsten Morgen zusammen im Bett auf. Bevor die beiden sich aussprechen können, schleicht sich Dex davon, da Darcy schon mehrmals bei ihm und bei Rachel angerufen hat. Rachel geht zunächst davon aus, dass es sich nur um ein einmaliges sexuelles Abenteuer handelte, doch Dex eröffnet Rachel später, dass er ebenfalls schon seit der Studienzeit in sie verliebt war.
Ethan ist seit der Kindheit mit Darcy und Rachel befreundet und der einzige, der weiß, was zwischen Rachel und Dex vorgefallen ist. Er soll dies doch zunächst geheim halten. Gleichzeitig leidet die Mutter von Dex an Depressionen und ihre einzige Aufmunterung ist zurzeit die Vorfreude auf die Hochzeit ihres Sohnes. Als Dex sich am Wochenende mit Rachel trifft, laufen die beiden seinen Eltern über den Weg. Sein Vater schöpft Verdacht und fordert seinen Sohn auf, die Beziehung zu beenden. Aus Rücksichtnahme auf seine Eltern beendet Dex tatsächlich die Beziehung und kehrt zu Darcy zurück, die sich mittlerweile heimlich mit Dex’ bestem Freund Marcus vergnügt hat.
Je näher die Hochzeit rückt, desto weniger reden Dex und Rachel miteinander. Ethan fordert Rachel auf, endlich für klare Verhältnisse zu sorgen. Aus beruflichen Gründen zieht Ethan nach London. Rachel fliegt ihm hinterher und hier eröffnet Ethan ihr, dass er sie seit ihrer Kindheit liebt. Rachel kehrt nach New York zurück und findet Dex vor ihrer Tür. Dieser eröffnet ihr, dass er die Hochzeit mit Darcy vor wenigen Stunden abgesagt hat. Rachel ist erfreut, bis Darcy ebenfalls bei ihr vorbeikommt und mit ihr reden will. Dex versteckt sich und Darcy eröffnet Rachel, dass sie Dex mit seinem besten Freund Marcus betrogen hat. Außerdem ist sie von Marcus schwanger. Dann entdeckt Darcy Dex’ Jacke und findet so heraus, dass Rachel die Geliebte von Dex ist, und stürmt verärgert aus dem Apartment.
Nach zwei Monaten treffen sich Rachel und Darcy, die seit der Auseinandersetzung nicht miteinander gesprochen haben. Darcy versichert Rachel, dass sie sehr glücklich ist, und Rachel freut sich für sie. Später trifft Rachel den wartenden Dex und die beiden gehen zusammen Hand in Hand weg.
Während des Abspanns wird noch eine Szene gezeigt, in der Darcy in London auftaucht und auf der Straße nach Ethan ruft. Als der sie entdeckt, läuft er weg und es wird „Fortsetzung folgt …“ eingeblendet.

## Filmmusik
Der Soundtrack zum Film umfasst die folgenden elf Titel.
1. Running Around In My Dreams – Tyrone Wells
2. Little Too Much – Natasha Bedingfield
3. Poison & Wine – The Civil Wars
4. The Longer I Run – Peter Bradley Adams
5. Crank It Up (feat. Sherry St. Germain) – Hipjoint
6. Groove Me – King Floyd
7. Push It – Salt'n'Pepa
8. Round Here – Pt Walkley
9. How’s It Going To Be? – Pt Walkley
10. The World I Know – Collective Soul
11. Wanna Touch – Dj Axel

## Hintergrund
- Das Drehbuch basiert auf dem Roman Something Borrowed (deutscher Buchtitel: Fremd fischen) von Emily Giffin. Die Buchautorin hat im Film einen Gastauftritt: Sie sitzt neben Rachel und Marcus auf einer Parkbank und liest ihr eigenes Buch Something Blue, welches der Nachfolgeroman zu Something Borrowed ist.

- Im Film werden Szenen mit Michael Douglas und Glenn Close aus Eine verhängnisvolle Affäre gezeigt.

- Die Produktionskosten wurden auf 35 Millionen US-Dollar geschätzt. Der Film spielte an den Kinokassen weltweit rund 60 Millionen US-Dollar ein, davon rund 39 Millionen US-Dollar in den USA.[3]

## Deutsche Fassung
Die deutsche Synchronbearbeitung fertigte die FFS Film- und Fernseh-Synchron GmbH, Berlin, an.
| Rolle              | Darsteller        | Synchronsprecher   |
| ------------------ | ----------------- | ------------------ |
| Rachel White       | Ginnifer Goodwin  | Manja Doering      |
| Darcy Rhone        | Kate Hudson       | Marie Bierstedt    |
| Dex Thaler         | Colin Egglesfield | Patrick Schröder   |
| Ethan              | John Krasinski    | Till Endemann      |
| Marcus             | Steve Howey       | Dennis Schmidt-Foß |
| Claire             | Ashley Williams   | Uschi Hugo         |
| Bridget Thaler     | Jill Eikenberry   | Monica Bielenstein |
| Dexter Thaler, Sr. | Geoff Pierson     | Christian Rhode    |
| Taxifahrer         | Jimmy Palumbo     | Stefan Fredrich    |

## Kritiken
„Eine einfallslos inszenierte romantische Komödie über klischeehafte Lebens- und Liebessituationen schicker 30-Jähriger, die steif und ohne Witz auf ihr vorhersehbares Ende zusteuert“

„Eigentlich ist diese romantische Komödie kaum der Rede wert, aber sie bietet halt ein wenig klammheimliches Vergnügen daran, eine der Schönen und Mächtigen fallen zu sehen.“

„Dass Kate Hudson, die vor kaum einer romantischen Komödie Halt zu machen scheint, die Rolle der gehörnten Verlobten Darcy angenommen hat, verwundert angesichts des einfallslosen Drehbuchs aus der Retorte dennoch. Vielleicht ist dieser Akt der Selbstdemontage symptomatisch für das, was Schauspielerinnen ihres Alters in Hollywood widerfährt.“

„Das Dumme an ,Fremd fischen‘ ist, dass es sich um keine erschütternde Sozialreportage vom gesellschaftlichen Rand handelt und auch nicht um beißende Satire, sondern um eine romantische Komödie. Wir sollen sie tatsächlich alle gern haben. […] Der so heftig umworbene Dex hat den Charme eines kaputten Kaffeeautomaten. Sein Mangel an Witz und Persönlichkeit ist so offensichtlich, dass man ihm im Bus Platz machen müsste. Hier hat ein Drehbuch ganze Arbeit geleistet. Denn das in seinen Anzug gebügelte Bürschchen kann ja nichts dafür, dass man ihm wie den anderen alles Mögliche an den Hals wünscht, nur nicht die große Liebe.“